# Minisumo
Minisumo – rodzaj zawodów między autonomicznymi robotami. Są one umieszczane na arenie zwanej dohyo (czytaj dohjo), ich celem jest zlokalizowanie, zaatakowanie i zepchnięcie z maty przeciwnika.
Zawody w minisumo w Polsce rozgrywane są na Politechnice Wrocławskiej, Politechnice Gdańskiej, Politechnice Łódzkiej, Politechnice Warszawskiej, na Politechnice Bydgoskiej oraz, coraz częściej, także w innych miejscowościach, przy okazji targów i imprez okolicznościowych.

## Kryteria robota
Robot minisumo musi spełniać poniższe kryteria:
- musi być autonomiczny,
- robot nie może być przytwierdzony do podłoża,
- robot nie może emitować dużej ilości ciepła,
- po sygnale do walki musi odczekać co najmniej 5 sekund w bezruchu, lub posiadać odpowiedni moduł startowy pozwalający na zdalne uruchomienie robota, w zależności od zawodów,
- robot nie może zawierać urządzeń zakłócających układu sterowania przeciwnika, błyskających świateł ani urządzeń blokujących ruch,
- niedozwolone jest montowanie części, które mogą uszkodzić powierzchnię, po której się porusza, ani urządzeń emitujących gazy, ciecze, materiały sypkie,
- robot minisumo musi się zmieścić w pudełku o rozmiarach 10 × 10 cm, wysokość nie jest ograniczona,
- waga nie może przekraczać 0,5 kg[2].

## Specyfikacja ringu
Powierzchnia dohyo ma kształt koła obrysowanego białym pierścieniem o szerokości 25 mm, jego średnica zewnętrzna to 770 mm. Powierzchnia ringu jest koloru czarnego, wykonana z twardego materiału o niskim współczynniku tarcia. Na powierzchni ringu znajdują się dwie równoległe linie startowe koloru brązowego o długości 100 mm i szerokości 10 mm. Linie startowe umieszczone są w odległości 50 mm od środka ringu (100 mm od siebie).